# だいなお
だいなおは、かつて松竹芸能に所属していたお笑いコンビ。現在は解散。コンビ名は大輔の「だい」と直哉の「なお」から来ている。

## メンバー
野村 大輔（のむら だいすけ 1983年7月21日 - ）（41歳）
ツッコミと自称「ブサイク」担当
- 神奈川県横須賀市出身、血液型A型[2]。
- 特技はギターと、小学生の時からやっているサッカー。サッカーのポジションはゴールキーパーで、好きな漫画も『キャプテン翼』[2]。
- Mr.Childrenのファン[2]。

川口 直哉 （かわぐち なおや 1985年3月6日 - ）（40歳）
ボケと自称「スタイリッシュ」担当
- 埼玉県比企郡滑川町出身、血液型O型。眼鏡をかけている方である[2]。
- 特技は野球[2]。
- かつては東京吉本興業所属のお笑いコンビ『白猫』のメンバーとして活動。白猫時代にM-1グランプリで3回戦まで進出したことがある[2]。

## 来歴
二人とも大正大学で同じクラスのコメディ研究会出身。川口は大学卒業後一度吉本に入るが、後に野村から誘われるような形で2005年4月にコンビ結成。同年の夏に、だいなおのライブを見に来ていた松竹芸能東京支社長の難波規精に声を掛けられ、松竹入りが決まる。
2007年9月26日には初の単独ライブ『だいとなおでだいなおです!』を、東京・新宿のシアターモリエールで行った。
旅芸人を自称しており、ペルーアマゾン河の源流、最低気温記録地ロシアオイミャコン村、北極などテレビ取材で僻地へ行ったこともあった。2010年10月からはJAグループのキャンペーン「JAゴー号」全国キャラバンで、一年間かけて全国のJAを回りながら動画を配信した。
2014年12月6日に解散。川口はサンミュージックプロダクションに移籍し、元ばろんの吉間洋平とともに「ペンギンズ」を結成。
2022年、M-1グランプリ2022にユニット「心友」として復活し出場した。2回戦進出。

## 芸風
- 漫才においては、野村による理屈的なツッコミや、長く連続するツッコミなどがある。その後、野村に何もしゃべらせないまま川口が一人でしゃべり、更に川口が何もしゃべらない野村に突っ込んでしゃべり続けると言ったスタイルが多くなっている。
- 「音を体で表現」という芸があり、「シュイーン」「シャキーン」「タッタラー」などの音に合わせて野村がその音のイメージに合ったポーズをする、というものである。
- 川柳のネタでは、上の句・中の句（川口）→下の句（野村・まともな受け答え）→上の句・中の句（野村）→下の句（川口・落ちでボケネタ）と言って回して行くパターンが主である。

## 出演
- 世界の果てまでイッテQ!（日本テレビ）
「長編シリーズ～アマゾン川の始まりは?」の企画から準レギュラー出演
- 爆笑ピンクカーペット（フジテレビ）
2007年11月26日放送の第3回に出演。キャッチコピーは『だいです!なおです!』
- 爆笑オンエアバトル（NHK総合）戦績0勝5敗 最高377KB
- オンバト+（NHK総合）戦績1勝1敗 最高465KB
- 爆笑トライアウト（NHK総合）
  - 会場審査は8位（297TP）、視聴者投票は3位（1077票）。
- お笑いサタデーナイトファイバー!（GYAO!）
- だいなおにゃんにゃんパラダイス （ふみコミュTV）
- 中居正広の金曜日のスマたちへ（TBS）
- ふみコミュ!
- お笑い図鑑 ハマヌキ（テレビ神奈川）
- JAゴー号 全国キャラバン（YouTube）
- ホームタウンいたばし（JCOM）
- とんねるずのみなさんのおかげでした（フジテレビ）博士と助手〜細かすぎて伝わらないモノマネ選手権〜- 野村のみ「みょーちゃん劇団」のメンバーとして出演
- 芸人報道（日本テレビ）
- 爆笑レッドカーペットトライアル（フジテレビ）- 2013年4月26日